# Comuna Brovahî, Korsun-Șevcenkivskîi
Brovahî (în ucraineană Бровахи) este o comună în raionul Korsun-Șevcenkivskîi, regiunea Cerkasî, Ucraina, formată din satele Brovahî (reședința) și Buda-Brovahivska.

## Demografie
Componența lingvistică a comunei Brovahî
     Ucraineană (98,65%)
     Rusă (1,2%)
     Alte limbi (0,15%)
Conform recensământului din 2001, majoritatea populației comunei Brovahî era vorbitoare de ucraineană (98,65%), existând în minoritate și vorbitori de rusă (1,2%).